# Lijst van afleveringen van Stranger Things
Dit is een lijst met afleveringen van de Amerikaanse televisieserie Stranger Things. De serie telt vier seizoenen met in totaal 34 afleveringen. Elke aflevering duurt ongeveer 40 - 50 minuten.

## Afleveringen

### Seizoen 1
| # | Titel aflevering | Regisseur           | Schrijvers                                | Releasedatum Netflix |
| - | --- | ------------------- | ----------------------------------------- | -------------------- |
| 1 | Chapter One: The Vanishing of Will Byers | The Duffer Brothers | The Duffer Brothers, Jessie Nickson-Lopez | 15 juli 2016         |
| 1 | Op weg naar huis na een bezoek aan een vriend ziet de jonge Will iets angstaanjagends. Vlakbij loert een sinister geheim diep onder een overheidslab.                     |                     |                                           |                      |
| 2 | Chapter Two: The Weirdo on Maple Street | The Duffer Brothers | The Duffer Brothers, Jessie Nickson-Lopez | 15 juli 2016         |
| 2 | Lucas, Mike en Dustin proberen te praten met het meisje dat ze in het bos hebben gevonden. Hopper ondervraagt een zenuwachtige Joyce over een onheilspellend telefoontje. |                     |                                           |                      |
| 3 | Chapter Three: Holly, Jolly | Shawn Levy          | The Duffer Brothers, Jessica Mecklenburg  | 15 juli 2016         |
| 3 | De bezorgde Nancy is op zoek naar Barb en komt erachter wat Jonathan heeft uitgespookt. Joyce gelooft dat Will met haar wil communiceren.                                 |                     |                                           |                      |
| 4 | Chapter Four: The Body | Shawn Levy          | Justin Doble, The Duffer Brothers         | 15 juli 2016         |
| 4 | Joyce gelooft niet dat Will dood is en probeert contact met hem op te nemen. De jongens geven Eleven een make-over. Nancy en Jonathan vormen een onwaarschijnlijke band.  |                     |                                           |                      |
| 5 | Chapter Five: The Flea and the Acrobat | The Duffer Brothers | Alison Tatlock, The Duffer Brothers       | 15 juli 2016         |
| 5 | Hopper gaat naar het lab. Nancy en Jonathan gaan de confrontatie aan met de kracht die Will meenam. De jongens vragen meneer Clarke over reizen naar een andere dimensie. |                     |                                           |                      |
| 6 | Chapter Six: The Monster | The Duffer Brothers | The Duffer Brothers, Jessie Nickson-Lopez | 15 juli 2016         |
| 6 | Een panische Jonathan zoekt in de duisternis naar Nancy, maar ook Steve is naar haar op zoek. Hopper en Joyce ontrafelen de waarheid over de experimenten van het lab.    |                     |                                           |                      |
| 7 | Chapter Seven: The Bathtub | The Duffer Brothers | The Duffer Brothers, Justin Doble         | 15 juli 2016         |
| 7 | Eleven probeert Will te bereiken. Lucas waarschuwt dat de 'slechte mannen' komen. Nancy en Jonathan laten de politie zien wat Jonathan op camera heeft opgenomen.         |                     |                                           |                      |
| 8 | Chapter Eight: The Upside Down | The Duffer Brothers | The Duffer Brothers, Paul Dichter         | 15 juli 2016         |
| 8 | Dr. Brenner houdt Hopper en Joyce vast voor ondervraging terwijl de jongens met Eleven in de fitnesszaal wachten. Nancy en Jonathan bereiden zich voor op de strijd.      |                     |                                           |                      |

### Seizoen 2
| #  | Titel aflevering | Regisseur           | Schrijvers                                | Releasedatum Netflix |
| -- | --- | ------------------- | ----------------------------------------- | -------------------- |
| 9  | Chapter One: MADMAX | The Duffer Brothers | The Duffer Brothers, Jessie Nickson-Lopez | 27 oktober 2017      |
| 9  | De stad bereidt zich voor op Halloween. In de speelhal gooit een nieuweling hoge ogen. Een sceptische Hopper onderzoekt een veld vol rottende pompoenen.             |                     |                                           |                      |
| 10 | Chapter Two: Trick or Treat, Freak | The Duffer Brothers | The Duffer Brothers, Jessie Nickson-Lopez | 27 oktober 2017      |
| 10 | Als Will met Halloween iets verschrikkelijks ziet, vraagt Mike zich af of Eleven nog vrij rondloopt. Nancy kan maar moeilijk omgaan met de waarheid over Barb.       |                     |                                           |                      |
| 11 | Chapter Three: The Pollywog | Shawn Levy          | The Duffer Brothers, Justin Doble         | 27 oktober 2017      |
| 11 | Dustin neemt een vreemd nieuw huisdier. Eleven wordt steeds ongeduldiger. Bob probeert Will te helpen om zijn angst te overwinnen.                                   |                     |                                           |                      |
| 12 | Chapter Four: Will the Wise | Shawn Levy          | Paul Dichter, The Duffer Brothers         | 27 oktober 2017      |
| 12 | Een zieke Will stort zijn hart uit bij Joyce, met verontrustend resultaat. Hopper zoekt naar de waarheid. Eleven doet een verrassende ontdekking.                    |                     |                                           |                      |
| 13 | Chapter Five: Dig Dug | Andrew Stanton      | Jessie Nickson-Lopez, The Duffer Brothers | 27 oktober 2017      |
| 13 | Nancy en Jonathan wisselen complottheorieën uit met een nieuwe bondgenoot. Eleven zoekt iemand uit haar verleden. Bob het Brein buigt zich over een lastig probleem. |                     |                                           |                      |
| 14 | Chapter Six: The Spy | Andrew Stanton      | Kate Trefry, The Duffer Brothers          | 27 oktober 2017      |
| 14 | Will's connectie met een duister kwaad wordt steeds sterker en niemand weet hoe deze kan worden verbroken. Dustin en Steven creëren een onverwachte verstandhouding. |                     |                                           |                      |
| 15 | Chapter Seven: The Lost Sister | Rebecca Thomas      | The Duffer Brothers, Justin Doble         | 27 oktober 2017      |
| 15 | Door bovennatuurlijke visioenen komt Eleven in contact met een groep gewelddadige verschoppelingen en een boos meisje met een duister verleden.                      |                     |                                           |                      |
| 16 | Chapter Eight: The Mind Flayer | The Duffer Brothers | The Duffer Brothers, Jessie Nickson-Lopez | 27 oktober 2017      |
| 16 | Als Will na een fataal voorval samen met anderen in het Hawkins Lab komt vast te zitten, schiet een onwaarschijnlijke held te hulp.                                  |                     |                                           |                      |
| 17 | Chapter Nine: The Gate | The Duffer Brothers | The Duffer Brothers, Jessie Nickson-Lopez | 27 oktober 2017      |
| 17 | Eleven maakt plannen om haar werk af te maken. De overlevenden openen de jacht op het monsterlijke kwaad dat Will in zijn macht heeft.                               |                     |                                           |                      |

### Seizoen 3
| #  | Titel aflevering | Regisseur           | Schrijvers                           | Releasedatum Netflix |
| -- | --- | ------------------- | ------------------------------------ | -------------------- |
| 18 | Chapter One: Suzie, Do You Copy? | The Duffer Brothers | The Duffer Brothers, Paul Dichter    | 4 juli 2019          |
| 18 | De zomer brengt nieuw werk en ontluikende liefde met zich mee, maar de sfeer verandert als Dustins radio een Russisch bericht ontvangt. Will voelt dat er iets mis is.       |                     |                                      |                      |
| 19 | Chapter Two: The Mall Rats | The Duffer Brothers | The Duffer Brothers, Paul Dichter    | 4 juli 2019          |
| 19 | Nancy en Jonathan volgen een tip en Steve en Robin krijgen een geheime opdracht. Max en Eleven gaan winkelen en Billy is ontdaan door verontrustende visioenen.              |                     |                                      |                      |
| 20 | Chapter Three: The Case of the Missing Lifeguard | Shawn Levy          | The Duffer Brothers, William Bridges | 4 juli 2019          |
| 20 | Als El en Max op zoek gaan zijn naar Billy, verklaart Will de dag tot een dag zonder meisjes. Steve en Dustin staan op de uitkijk en Joyce en Hopper gaan weer naar het lab. |                     |                                      |                      |
| 21 | Chapter Four: The Sauna Test | Shawn Levy          | Kate Trefry, The Duffer Brothers     | 4 juli 2019          |
| 21 | Een code rood brengt de club weer samen om te strijden tegen onrustbarend kwaad. Karen spoort Nancy aan om door te zoeken en Robin vindt een handig kaartje.                 |                     |                                      |                      |
| 22 | Chapter Five: The Flayed | Uta Briesewitz      | Paul Dichter, The Duffer Brothers    | 4 juli 2019          |
| 22 | In een oude boerderij en diep onder de Starcourt Mall wachten vreemde verrassingen. Ondertussen is de Mind Flayer kracht aan het verzamelen.                                 |                     |                                      |                      |
| 23 | Chapter Six: E Pluribus Unum | Uta Briesewitz      | The Duffer Brothers, Curtis Gwinn    | 4 juli 2019          |
| 23 | Dokter Alexei onthult wat de Russen hebben gebouwd en Eleven ziet waar Billy is geweest. Dustin en Erica ondernemen een gedurfde reddingsactie.                              |                     |                                      |                      |
| 24 | Chapter Seven: The Bite | The Duffer Brothers | The Duffer Brothers, Paul Dichter    | 4 juli 2019          |
| 24 | De tijd dringt. Op de hielen gezeten door een moordenaar racet Hoppers groep terug naar Hawkins. Eleven en de kinderen bereiden zich voor op de strijd.                      |                     |                                      |                      |
| 25 | Chapter Eight: The Battle of Starcourt | The Duffer Brothers | The Duffer Brothers, Paul Dichter    | 4 juli 2019          |
| 25 | Angst overheerst in het winkelcentrum als de Mind Flayer eraan komt. Onder de grond, in het duister, staat de toekomst van de wereld op het spel.                            |                     |                                      |                      |

### Seizoen 4
| #  | Titel aflevering | Regisseur           | Geschreven door                           | Releasedatum Netflix |
| -- | --- | ------------------- | ----------------------------------------- | -------------------- |
| 26 | Chapter One: The Hellfire Club | The Duffer Brothers | The Duffer Brothers, Caitlin Schneiderhan | 27 mei 2022          |
| 26 | El heeft pestkoppen op haar nieuwe school, maar ze kan niets terugdoen. Joyce opent een mysterieus pakket. In Hawkins schopt een fanatieke speler de D&D-avond in de war. |                     |                                           |                      |
| 27 | Chapter Two: Vecna's Curse | The Duffer Brothers | The Duffer Brothers, Caitlin Schneiderhan | 27 mei 2022          |
| 27 | Mike vliegt naar Californië en een lijk brengt Hawkins tot stilstand. Nancy gaat op zoek naar aanwijzingen. Een geschokte Eddie vertelt de groep wat hij heeft gezien.    |                     |                                           |                      |
| 28 | Chapter Three: The Monster and the Superhero | Shawn Levy          | The Duffer Brothers, Caitlin Schneiderhan | 27 mei 2022          |
| 28 | Murray en Joyce vliegen naar Alaska en El zit zwaar in de problemen. Robin en Nancy doen onderzoek naar demonen in Hawkins. Dr. Owens brengt ontluisterend nieuws.        |                     |                                           |                      |
| 29 | Chapter Four: Dear Billy | Shawn Levy          | Paul Dichter, The Duffer Brothers         | 27 mei 2022          |
| 29 | Max loopt groot gevaar en heeft bijna geen tijd meer. Een patiënt in Pennhurst krijgt bezoek. In Rusland is Hopper hard aan het werk.                                     |                     |                                           |                      |
| 30 | Chapter Five: The Nina Project | Nimród Antal        | Kate Trefry, The Duffer Brothers          | 27 mei 2022          |
| 30 | Owens neemt El mee naar Nevada, waar ze haar verleden onder ogen moet zien. De kinderen speuren naar aanwijzingen in een vervallen huis. Vecna maakt nog een slachtoffer. |                     |                                           |                      |
| 31 | Chapter Six: The Dive | Nimród Antal        | Curtis Gwinn, Ross Duffer                 | 27 mei 2022          |
| 31 | Achter het IJzeren Gordijn begint een gevaarlijke reddingsmissie. De Californische crew schakelt de hulp in van een hacker. Steve oppert zich op voor het team.           |                     |                                           |                      |
| 32 | Chapter Seven: The Massacre at Hawkins Lab | The Duffer Brothers | The Duffer Brothers                       | 27 mei 2022          |
| 32 | Hopper bereidt zich voor op zijn strijd tegen een monster. Dustin ontdekt Vecna's belangen en ontcijfert een bericht. El put kracht uit een verre herinnering.            |                     |                                           |                      |
| 33 | Chapter Eight: Papa | The Duffer Brothers | The Duffer Brothers                       | 1 juli 2022          |
| 33 | |                     |                                           |                      |
| 34 | Chapter Nine: The Piggyback | The Duffer Brothers | The Duffer Brothers                       | 1 juli 2022          |
| 34 | |                     |                                           |                      |

### Seizoen 5
| #  | Titel aflevering       | Regisseur           | Geschreven door                           | Releasedatum Netflix |
| -- | ---------------------- | ------------------- | ----------------------------------------- | -------------------- |
| 35 | Chapter One: The Crawl | The Duffer Brothers | The Duffer Brothers, Caitlin Schneiderhan | 26 november 2025     |